# 兰兹的死亡天使
兰兹的死亡天使（Lainz Angels of Death）是指由玛丽亚·格鲁贝尔（Maria Gruber）、伊雷妮·莱多尔夫（Irene Leidolf）、斯特凡妮娅·迈尔（Stefanija Meyer）和瓦尔特劳德·瓦格纳（Waltraud Wagner）四人组成的犯罪团体。1983年至1989年间，这4名助理女护士在维也纳的兰兹综合医院杀死了大量的病人，造成了震惊欧洲的系列谋杀案。到2008年，4名罪犯已全部释放出狱。

## 事件背景
1983年，时年23岁的瓦格纳用过量的吗啡杀死了第一名病人。她发现在这个过程中她乐于扮演上帝，将生与死的权力掌握在手中。她以“既可以帮助病人解除痛苦，又能帮助自己减轻负担”的理由说服了时年19岁的格鲁贝尔、时年21岁的莱多尔夫和时年43岁的斯特凡妮娅·迈尔加入到犯罪小组里来。很快，他们发明了自己的杀人方法：一个人抓住受害人的头部并捏住他们的鼻子，另一个人将水倒入受害人的嘴中，直到他们在床上窒息而死。因为她们负责的4楼1号病房专收70岁以上的老年病人，而肺部积水属于老年病人的常见病症，因此采用这种方法不会被人怀疑。她们杀死虚弱的老年患者，虽然其中很多人并未患绝症。
起初，她们只对无法治愈的老人下手，且作案周期往往是几个月才有一次，由于医院方面并未有人产生怀疑，她们的胆子也就越来越大，有时一个月都要杀死好几个病人。由于越来越多的病人莫名死去，引起了一些医生护士的注意。某位医生从某位护士口中得知，当4个护士值夜班时，病人的死亡率特别高，随后，这名医生开始调查，在取得初步的结论后，向院方作了报告，院方听取了报告并向警方报了案。
随着调查的深入，整个事件的来龙去脉也被摸清，这4人也认了罪。总体而言，她们供认了六年以来的49起谋杀案，但真实的数量可能多达200起。1991年，瓦格纳被裁定犯有15起谋杀，17起谋杀未遂和2次殴打，最终被判处终身监禁。莱多尔夫由于5起谋杀被判处终身监禁，而迈尔被指控犯有过失杀人罪判20年监禁，格鲁贝尔则是被判15年监禁，罪名是谋杀未遂。
2008年，奥地利司法部宣布，由于表现良好，瓦格纳和莱多尔夫将被提前释放。而迈尔和格鲁贝尔在几年前就已出狱，并有了新的身份。